# Президентські вибори у США 2012
Ви́бори президе́нта США 2012 року — 57-і вибори президента та віцепрезидента Сполучених Штатів Америки, відбулися 6 листопада 2012 року, на яких обиралися 538 виборців. Колегія виборців мала обрати Президента та Віцепрезидента Сполучених штатів 17 грудня 2012 року. На цих виборах президент Барак Обама балотувався на другий і останній термін. Його основним опонентом був представник Республіканської партії, колишній губернатор Массачусетсу Мітт Ромні. У ході голосування Бараку Обамі вдалося отримати 332 голоси колегії виборців при необхідних 270, і таким чином, він був переобраний на другий термін. Другий термін Президента Обами почався після церемонії інавгурації 20 січня 2013 року.

## Кандидати

### Демократична партія
Президент США Барак Обама заявив 3 квітня 2011 року про свій намір балотуватися на другий термін від Демократичної партії. Головний суперник Барака Обами на праймеріз у Демократичній партії Гілларі Клінтон відмовилася балотуватися знову, тому Обамі вдалося доволі легко отримати підтримку необхідної кількості виборців, щоб стати кандидатом від партії. На з'їзді Демократичної партії 6 вересня 2012 року Барака Обаму було затверджено кандидатом на посаду президента, а Джо Байдена — на посаду віцепрезидента. Колишній президент та чоловік Гілларі Клінтон, Білл Клінтон був одним з провідних демократів, хто заявив про свою підтримку Барака Обами і Джо Байдена.

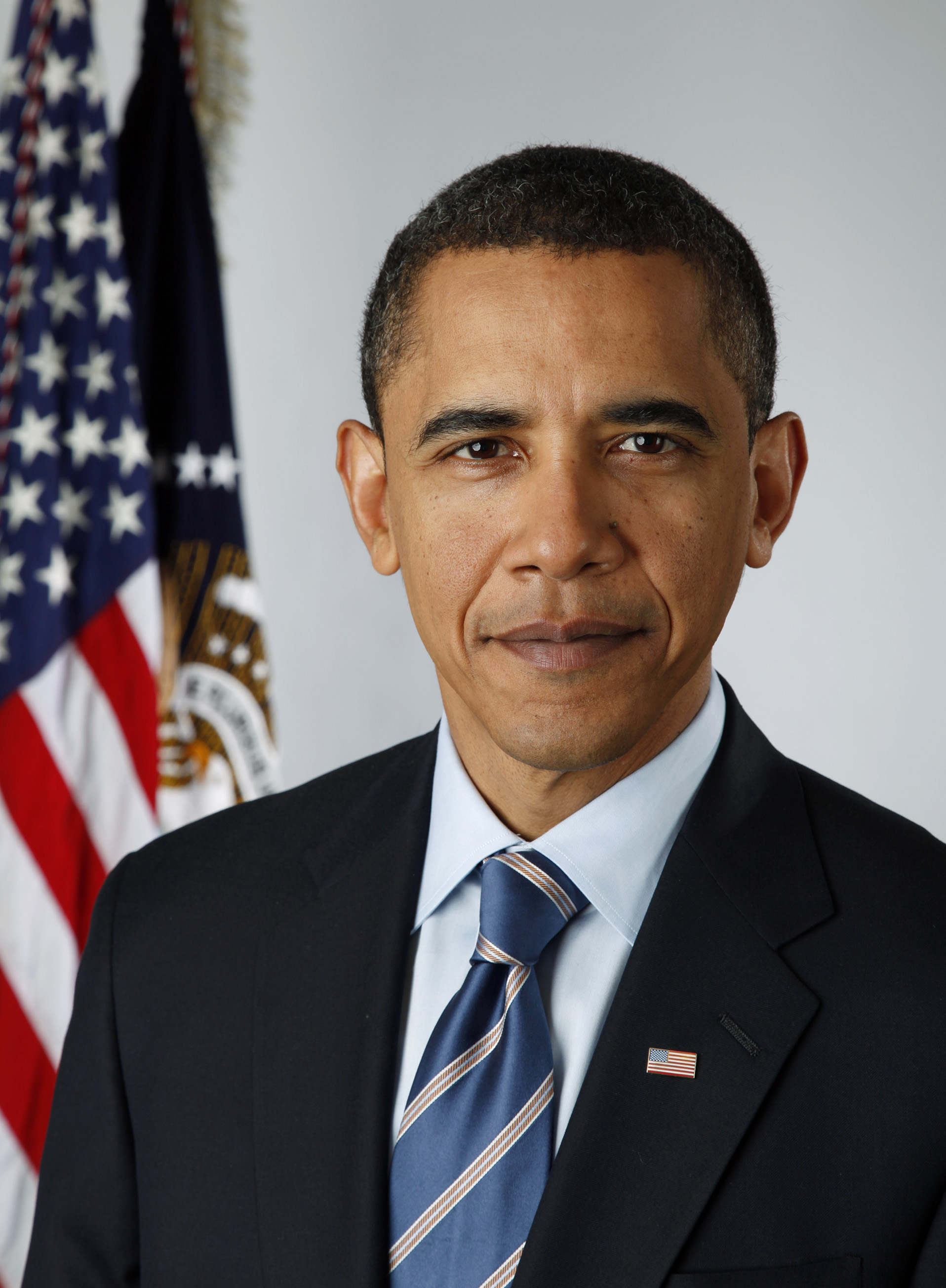
Барак Обама, президент США, кандидат з 4 квітня 2011 року.
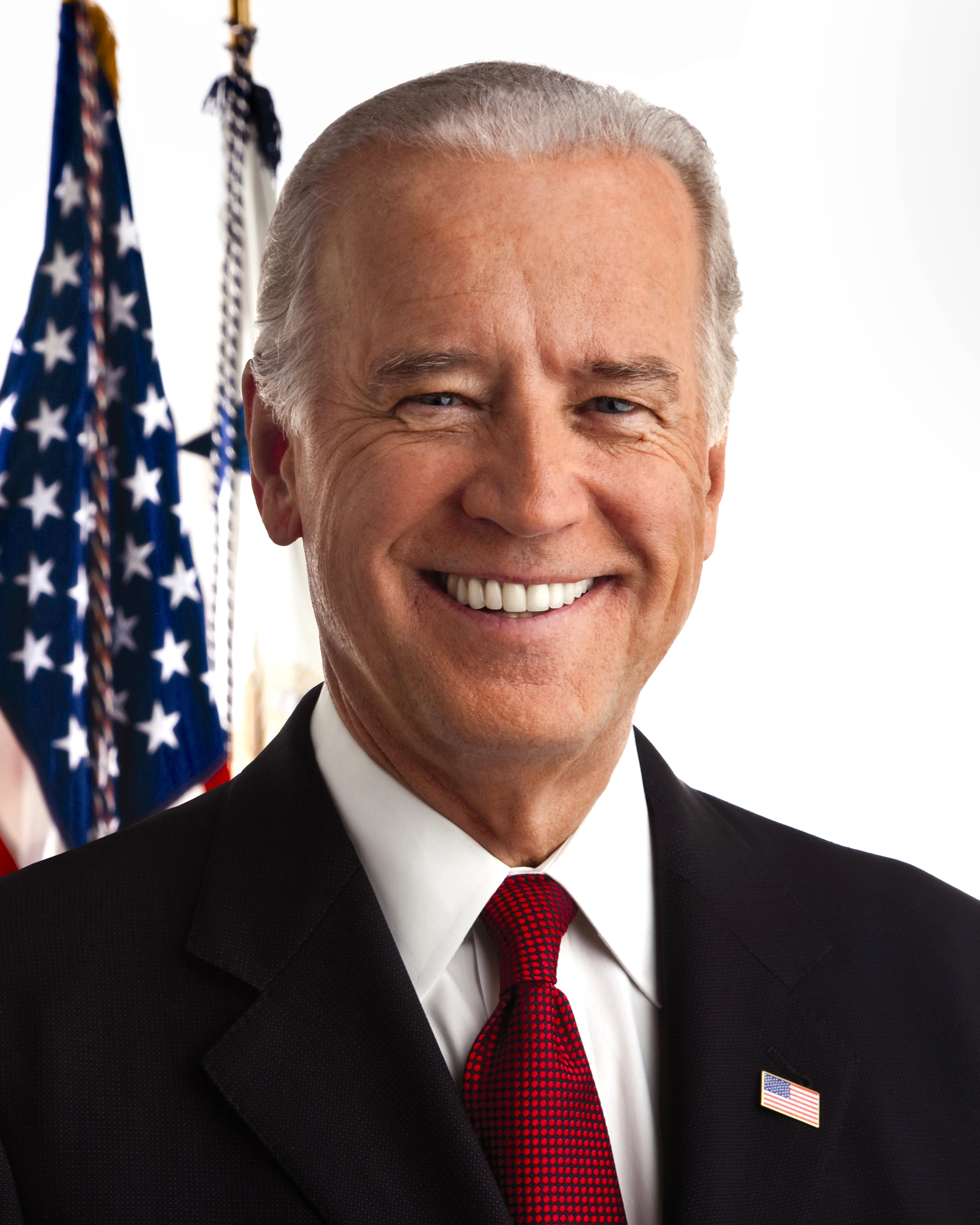
Джо Байден, віцепрезидент США, кандидат з 4 квітня 2011 року.

### Республіканська партія
За номінацію від Республіканської партії змагалося декілька кандидатів. Найзапекліша боротьба за номінацію розгорнулася між декількома основними кандидатами: конгресменом від Техасу Роном Полом, колишнім сенатором Ріком Санторумом та колишнім конгресменом Ньютом Гінгрічем. Колишній губернатор штату Массачусетс Мітт Ромні був кандидатом ще на праймеріз 2008 року і на цих виборах майже з початку випереджав своїх опонентів. 11 серпня 2012 року Мітт Ромні запропонував конгресменові від штату Вісконсин Полу Раяну стати кандидатом на посаду віцепрезидента США. На з'їзді Республіканської партії у м. Тампа 28 серпня 2012 року Мітт Ромні та Пол Раян отримали найбільшу кількість голосів делегатів і офіційно були затверджені кандидатами від Республіканської партії.

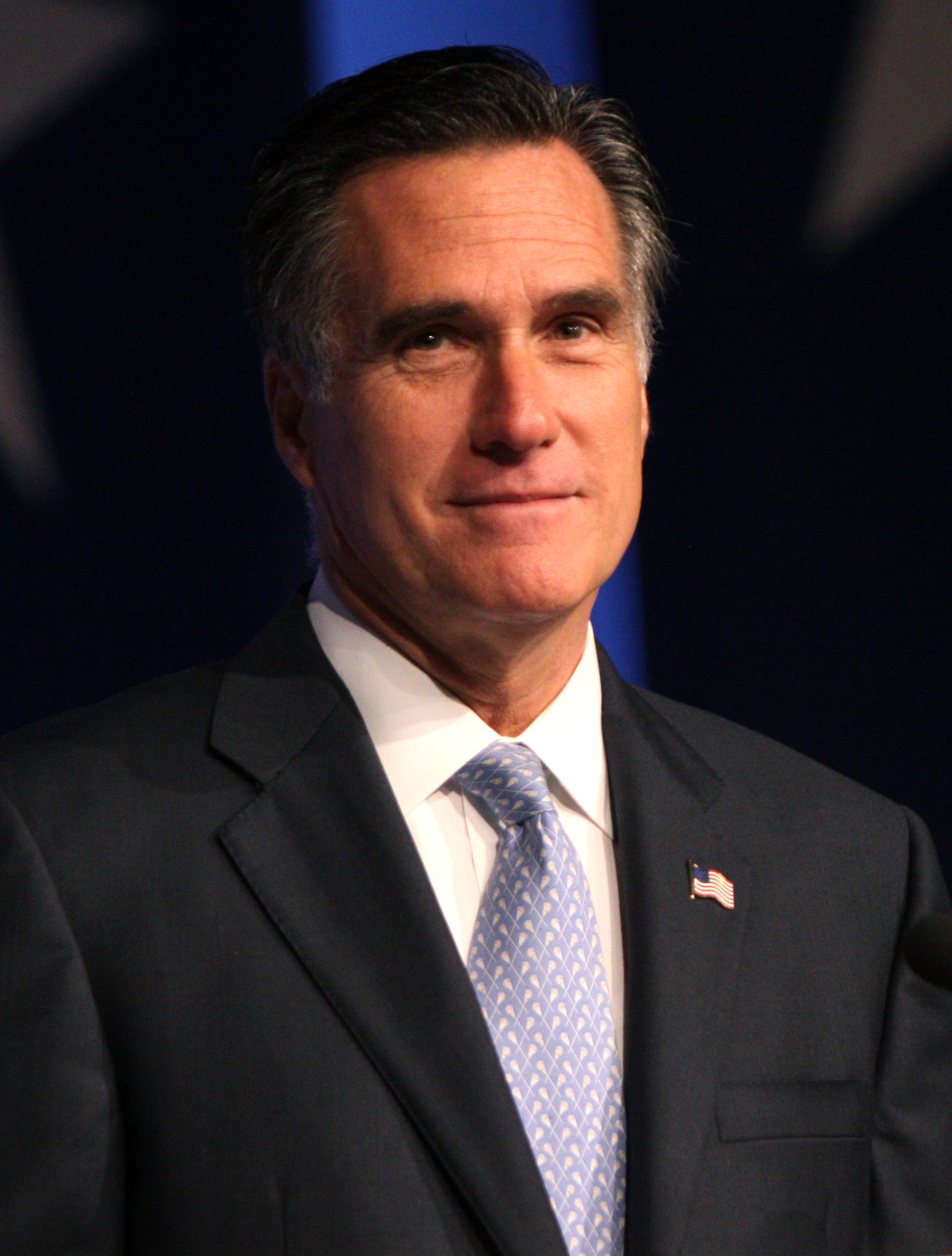
Мітт Ромні, колишній губернатор штату Массачусетс, кандидат з 2 червня 2011 року.
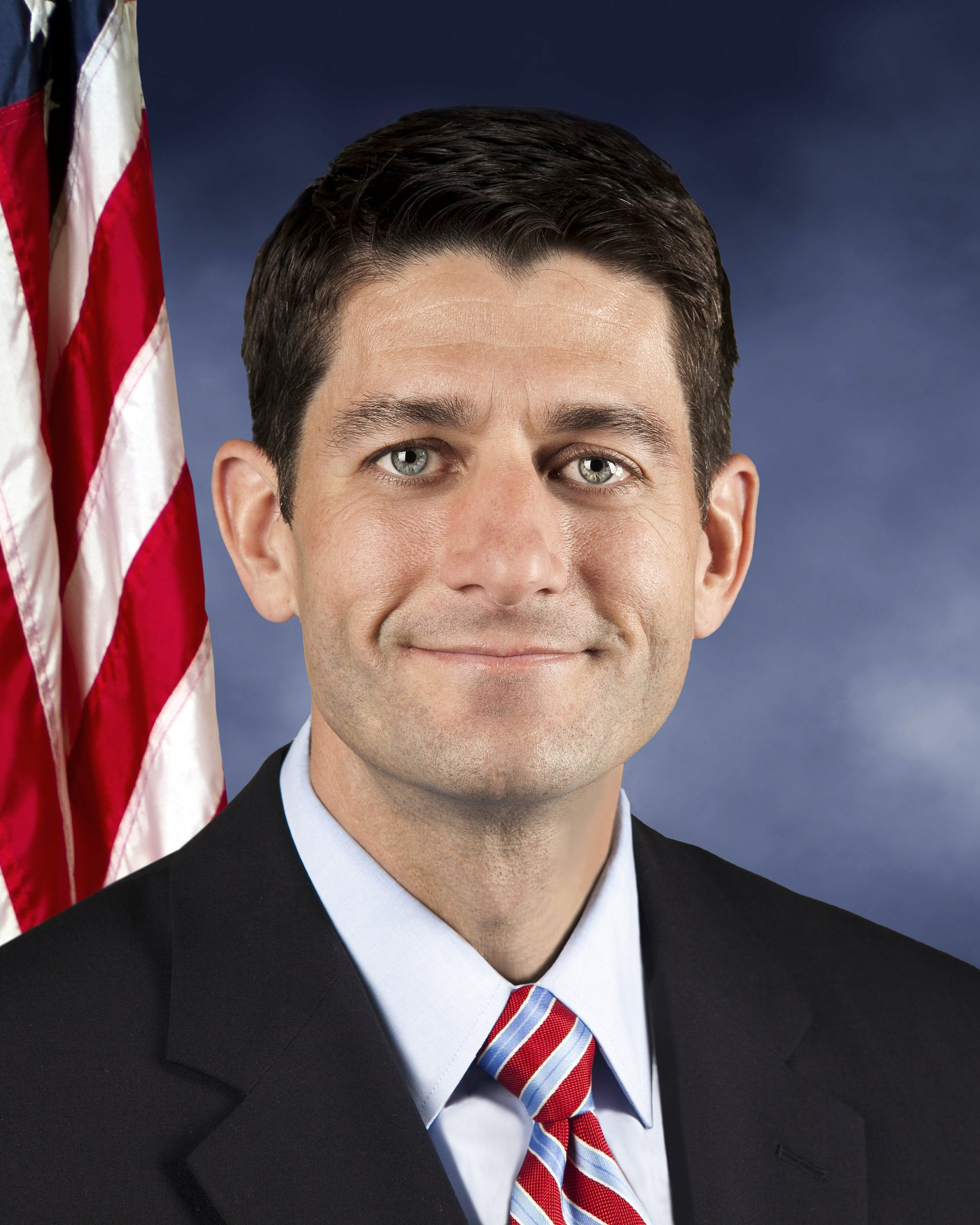
Пол Раян, депутат палати представників Конгресу США, кандидат з 11 серпня 2012 року.

### Інші партії

#### Основні претенденти

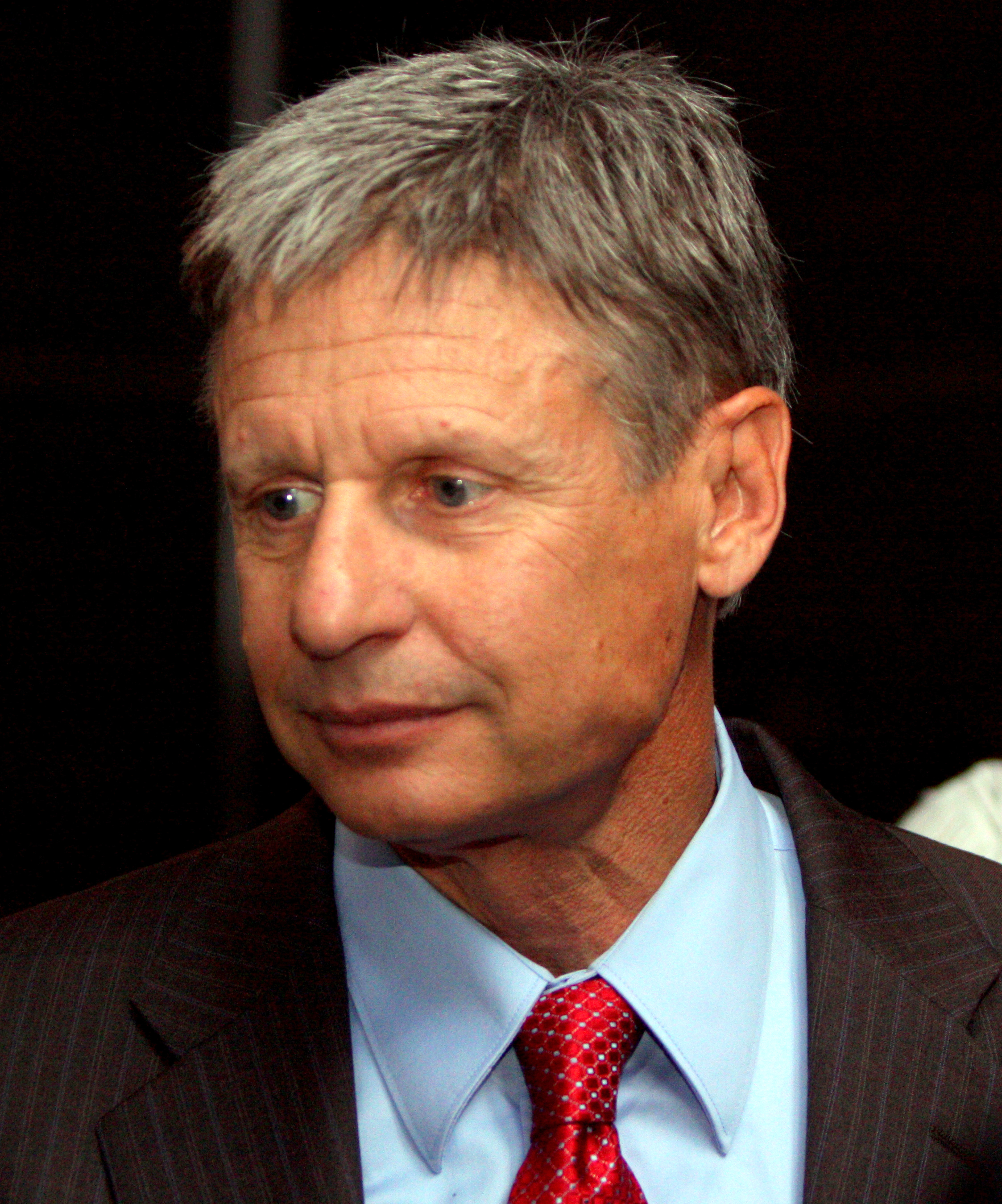
Гері Джонсон, кандидат від Лібертаріанської партії.
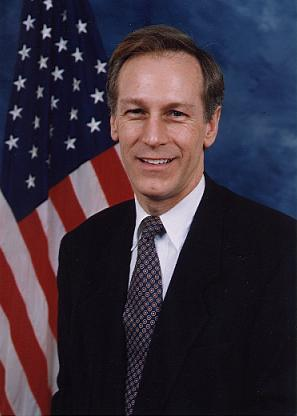
Верджіл Гуд, кандидат від Конституційної партії.
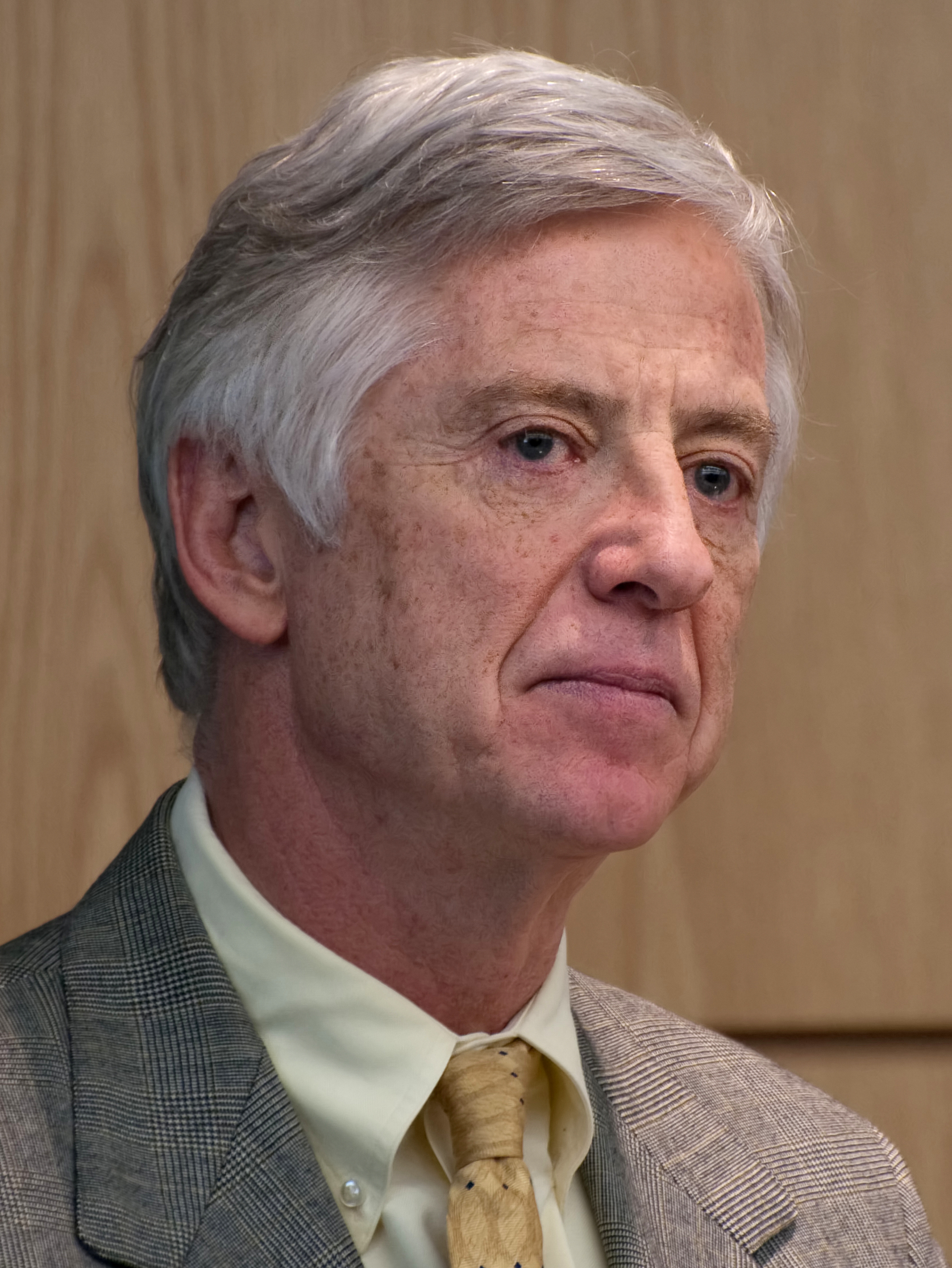
Рокі Андерсон, кандидат від Партії справедливості.

#### Інші партії
- Александр Стюарт — кандидат від Соціалістичної партії США.
- Розанна Барр — кандидат від Партії миру і свободи.
- Джек Феллюр — кандидат від Партії заборони.

#### Незалежні кандидати
- Террі Джонс — пастор, проповідник.
- Джо Шрайнер — колишній журналіст.
- Рендалл Террі — противник абортів, колишній демократ.

## Перебіг кампанії
Із початку передвиборчої кампанії рейтинги основних кандидатів від Демократичної і Республіканської партії довгий час залишалися майже на однаковому рівні, хоча за деякими опитуваннями президент Обама випереджав свого конкурента-республіканця на 2 %. У ході кампанії відбулися дебати претендентів на посаду Президента і Віцепрезидента США. Під час перших дебатів, які відбулись 3 жовтня 2012 року у м. Денвер, на думку оглядачів, Мітт Ромні одержав перемогу над Бараком Обамою. Дебати між кандидатами на посаду віцепрезидента відбулися 11 жовтня у м. Денвіль, штат Кентуккі і не визначили переконливого переможця. Однак під час других президентських дебатів 16 жовтня 2012 року, на думку оглядачів, перемога була за президентом Обамою. Треті й останні дебати між Бараком Обамою і Міттом Ромні відбулися 22 жовтня 2012 року у м. Бока-Ратон, штат Флорида, де, за опитуваннями глядачів, знову переміг Барак Обама. За два тижні до виборів рейтинги обох претендентів були на однаковому рівні: 46 % у кожного, хоча до дебатів Обама дещо випереджав Мітта Ромні.
За даними інформаційних агентств, президентські вибори 2012 року стали найдорожчими в історії США. Щомісяця кожний кандидат витрачав на передвиборчу кампанію приблизно 54 мільйони доларів.

## Голосування та переможці
Голосування зареєстрованих виборців відбулося 6 листопада 2012 р., однак попередні голосування відбувалися у багатьох місцях. Доля виборів залежала багато в чому від того, як голосували так звані хиткі штати, у кожному з котрих жоден кандидат не мав абсолютної більшості. Оглядачі визначали 8 таких штатів: Колорадо, Флорида, Айова, Мічиган, Невада, Нью-Гемпшир, Огайо і Вірджинія. У більшості з цих штатів до виборів попереду був Обама.
Переможцем президентських виборів 2012 року став Барак Обама. Він залишився на другий термін.
| Кандидат                         | Голоси колегії виборників | Штати | Голоси виборців | %        |
| -------------------------------- | ------------------------- | ----- | --------------- | -------- |
| Обама (Демократична партія)      | 332                       | 26+DC | 61 785 502      | 50,6 %   |
| Ромні (Республіканська партія)   | 206                       | 24    | 58 562 476      | 47, 89 % |
| Джонсон (Лібертаріанська партія) | 0                         | 0     | 1 190 496       | 0,97 %   |
| Стайн (Партія зелених)           | 0                         | 0     | 420 064         | 0,34 %   |
| Гуд (Конституційна партія)       | 0                         | 0     | 117 656         | 0,10 %   |
| Барр (Партія миру і свободи)     | 0                         | 0     | 51 714          | 0,04 %   |
| Андерсон (Партія справедливості) | 0                         | 0     | 38 232          | 0,03 %   |
| Інші                             | 0                         | 0     | 108 973         | 0,09 %   |
| Усього                           | 538                       | 50+DC | 122 275 113     | 100.00 % |